# 에스크리마

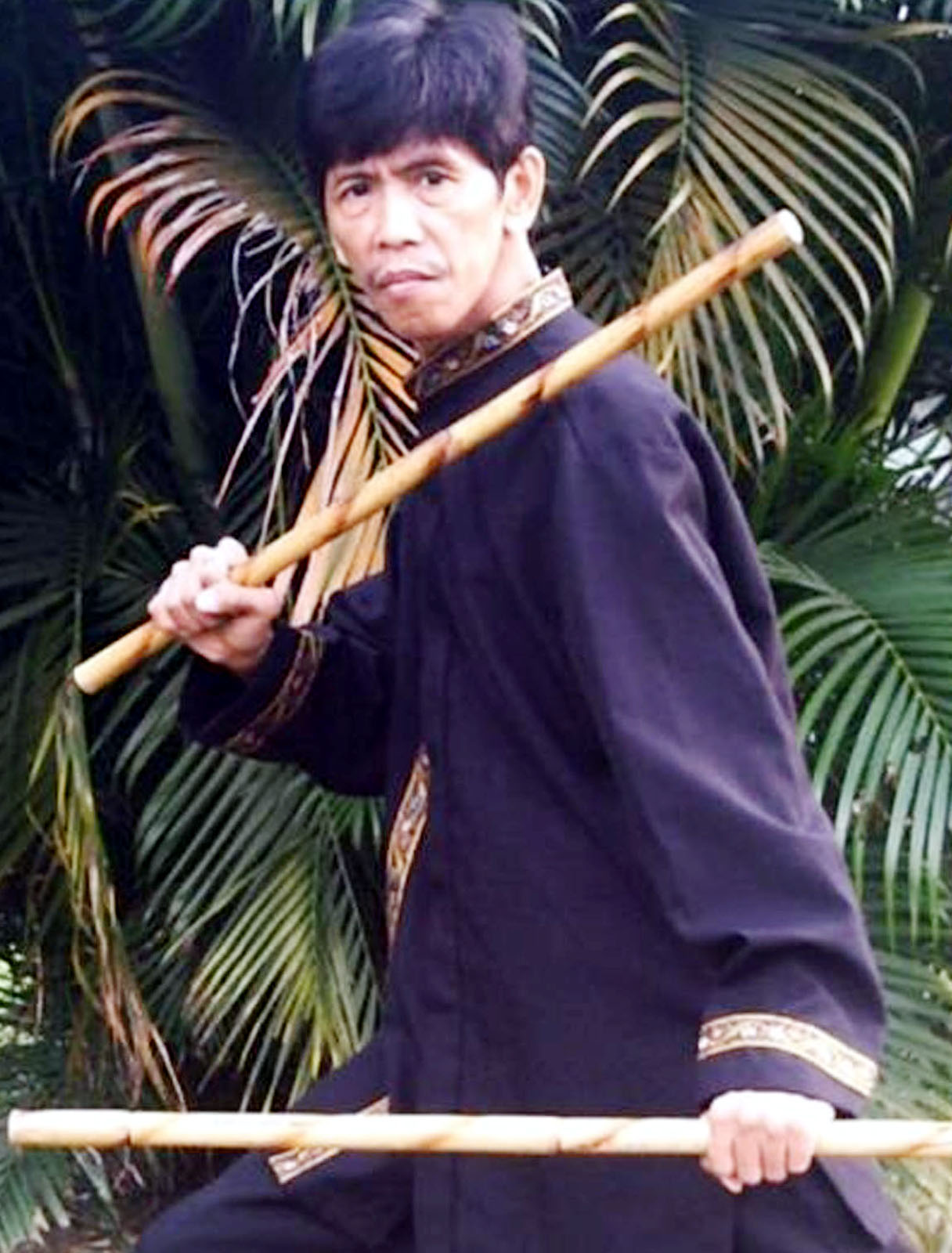

에스크리마(Eskrima)는 필리핀 무술의 명칭이다. 아르니스(Arnis) 또는 칼리(Kali)라고도 한다. 60cm정도의 짧은 등나무로 만든 검을 사용하는 것이 특징이다. 에스크리마와 아니스라는 명칭은 필리핀이 스페인에게 통치되던 시대에 현지 무술을 본 스페인 사람에 의해 붙여진 명칭으로, 옛날에는 지방에 따라 다양한 이름으로 불렸다. 스페인 통치 시대에는 에스크리마라는 이름뿐만 아니라 스페인 펜싱의 영향을 받아 펜싱 용어와 기술이 도입되었다. 필리핀의 미국 이민자나 미국의 필리핀 지배에 의해 미국으로 건너가 소개되었다. 현재 미국에서 널리 보급되고 있으며, 경찰 등 법 집행 기관에서도 채용되고있다. 또한 미국 해병대는 에스크리마의 검술을 바탕으로 고안한 총검술을 제정했으며, 미군과 미합중국 연방 수사국 (FBI)의 격투술에 부분적으로 에스크리마 기술이 접목되어있다.

## 대한민국의 단체

### 페키티 티르시아 코리아
- Pekiti Tirsia Kali(PTK) Global Grand Alliance 한국 지부. 서울시 동작구 사당동 소재.

### 페키티 티르시아 텍티컬 한국정식본부
- Pekiti Tirsia Tactical Association 한국 지부.페키티 티르시아 텍티컬 한국정식본부 네이버 카페제라드 위홍기에 의해 2002년 창립되었다. 페키티 티르시아의 전술적인 기술에 전념한 협회의 이념은 Tuhon 제라드의 경찰훈련교관, SWAT대원 및 육군 특수부대 전투교관으로서의 광범위한 배경 및 경험을 기반으로 한다.

### 칼리아르니스&까뽀에라 대방아카데미
- LESKAS 계열 칼리 아르니스외 브라질 무술 카포에이라, 브라질 주짓수를 지도한다고 한다. 서울시 동작구 대방동 소재.

### 의정부 칼리아르니스 무술클럽
- UP AngKAN ng Mandirigma-LESKAS(Lema Scientific Kali Arnis System) 그룹과 교류. 의정부시 의정부동 소재.

### 대한 칼리 아르니스 협회
- 주로 Mandirigmang Kaliradman(MK) 그룹과 교류한다. MK 그룹은 LESKAS에서, LESKAS는 LSAI에서 기원하였다. 대한 칼리 아르니스 협회 역시 LESAKS, LSAI와도 교류한다. 전국에 도장이 있다.

### 한국 아르니스 협회
- 근접전에서는 발렌타웍(Balintawak), 원거리전과 일대다수전에서는 라푼티(Lapunti Arnis de Abanico), 두 가지 그룹의 스타일을 지도한다. 서울 강서구 화곡동 소재.

### 대한 크라브마가 연맹
- Marcaida Kali 스타일. 서울 서대문구 대현동 소재.

### 칼리회
- Cargada pigar-arnis 그룹과 교류, 지도자 김태현은 극진공수도 출신 사범으로 pangamot, sikaran의 기술에 차별화를 두고 있으며, 앰티핸드/근접격투에 대비한 주짓수 네와자를 추가로 수련한다. 대구시 동구 율하동 소재.

- 극진가라데 구미도장 경상북도 구미시 송정동 소재.

### Kalis Ilustrisimo
- 분당 칼리 아르니스(성남시 분당구)

### 모던칼리 파이팅 시스템
- 영춘권과 칼리를 동시에 수련가능하도록 만들어졌으며, 최근엔 비선추라는 무기술을 도입과 지도하고 있음. 경기도 용인시 기흥구 영덕동 소재.

### 컴뱃 시스템 코리아/칼리아르니스 익스트림월드
- LESKAS 계열로 칼리 아르니스 뿐만 아니라, 컴뱃 시스템, MMA 종합격투기, 그 외 타격(복싱, 무에타이, 킥복싱, CQC 근접격투술), 유술(브라질 주짓수/서브미션 레슬링/그라운드 파이팅), 실랏, 크라브 마가를 수련할 수 있다고 한다. 대구 달서구 감삼동 소재.

### 그 외 비공개나 동호회 위주로 활동하는 대한민국 단체
- Modern Arnis 계열 :

- Arnis Maharlika : 부산, 천안 등에 지부가 있으며 2016년부터 활발하게 활동중이다.

- 국제모던 아르니스(IMAFP) MATTI KOREA : 모던 아르니스 창시자 레미 프레사스가 조직한 필리핀 내 연맹으로 8인의 그랜드 마스터로 구성된 평의회이다. 현재는 필리핀 메이저 단체뿐만 아니라 100개 이상의 소수 단체의 단일화 연맹 PEKAF를 이끌어가고 있다. 레미프레사스의 수제자 GM BAMBIT 에게 직접 현지에서 TAPI TAPI 시스템을 지도받고 필리핀 내 1년 500시간 이상의 현지수련을 통하여 정식 라칸이 되어 돌아온 류호선 지부장이 지도자 연수를 진행하고 있다. 가장 큰 장점은 세계어디에나 공통된 정확한 커리큘럼을 가지고 있다.

- Sayoc Fighting International - 필리핀 현지에서 훈련수료후 공인받은 정식 인스트럭터가 필리핀과 교류하며 비공개로 활동중

- Eskrima Carin - Sayoc Fighting International의 인스트럭터가 세부로 이동 후 훈련수료 및 정식인증 후 필리핀과 교류하며 비공개로 활동중

- Askal Hybrid Arnis Korea - 동호회 위주라서 가끔 주말 토요일이나 일요일 밤8시에 흑석역 한강공원에서 지도한다.

- San Miguel Eskrima - 필리핀 세부지역에서 가장 오래된유파 도체파레스 초대의장을 지낸 모모이 카네테가 창시한유파 대표적인 동작은 한손에는 스틱 또는 골록 (중장검) 다른 한손에는 단검을가지고 하는 스파야다가 & 에스파다야 다가 기법을 창시시켰다. 현재 수많은 유명 유파 창시자의 스승으로 존경받고 있다. 서울시 강서구 화곡동 소재

## 같이 보기
- 필리핀의 무술